# Fender Stringmaster
Fender Stringmaster je serija modela Steel gitari s nogarima koja se proizvodila od 1953. – 1980. godine.

Modeli su bili dostupni u verziji sa: dva, tri ili četiri vrata, od po osam žica. Verzija modela od četiri vrata poznata još i kao "quad", ili Q-8. Proizvodnja je prestala 1968. godine.

## Elektronika
Modeli su od 1954. godine dizajnirani s konfiguracijom od dva magneta, koji su kontrolirani pomoću potova ugrađenih odmah iza mosta gitare. Magnet bliži mostu bio je stalno uključen, dok bi drugi bliže vratu kontrolirao se pomoću preklopnika. Na ranijim modelima magneti su kontrolirani pomoću dva pota (glasnoće i tona), a magnet pri vratu uključivao/isključivao se jednostavnim pritiskom na gumb.

## Dužina skale
Na izvornim modelima dužina skale iznosila je 660,4 mm, da bi od 1954. godine bila smanjena na dvije nešto kraće 622,3 mm, i 571,5 mm dužine. Vrat gitare ima 31 prag, i da bi se glazbenik bolje orijentirao po hvataljci vrata na raspolaganju su mu do 24-og polja uočljive oznake tonova.

## Serija Fender Deluxe 6/8
Fender Deluxe je dostupna verzija s jednim vratom, sa šest ili osam žica. Ovi modeli u biti nisu "Stringmaster", ali pripadaju u tu grupu jer im je ugrađena ista elektronička oprema, a imaju isti dizajniran i vrat gitare. Uz to su i često kategorizirane zajedno u grupi s njima.

Svi modeli Stringmaster Deluxe serije u Fenderovim katalozima nazivaju se Steel gitarama. U osnovi to su osnovni modeli gitara bez pedale, koje često nazivamo i Lap steel gitare.

Ime Fender Deluxe je i naziv za kombo gitarsko pojačalo koje Fender proizvodi od četrdesetih godina 20. stoljeća do danas. Npr., model Fender Deluxe Reverb. 

## Vanjske poveznice
- "Fender Stringmaster Steel gitare na vintageguitarandbass.com".
- "Sadržajne informacije o Lap Steel gitarama".